# SS Bremen (1928)
O SS Bremen foi um navio de passageiros alemão operado pela Norddeutscher Lloyd e construído pelos estaleiros da Deutsche Schiff- und Maschinenbau em Bremen. Ele e seu irmão SS Europa foram construídos a fim de competir com o Reino Unido e a França no cenário marítimo, principalmente pela Flâmula Azul de travessia transatlântica mais rápida. O Bremen foi lançado ao mar em agosto de 1928 e realizou sua viagem inaugural em julho do ano seguinte, tornando-se um dos navios mais populares do Oceano Atlântico até o início da Segunda Guerra Mundial.
O Bremen estava em Nova Iorque quando a guerra estourou em agosto de 1939, com os britânicos pedindo para os americanos impedirem o navio de voltar para a Alemanha. Os britânicos enviaram um cruzador para acompanhá-lo até o Reino Unido; as duas embarcações partiram juntas, porém o Bremen logo usou sua velocidade para deixar o cruzador para trás e dentro de poucos dias ele desapareceu da visão dos britânicos. Sua tripulação então conseguiu pintá-lo de cinza em alto mar e seguiu para Murmansk na União Soviética, onde a maior parte dos tripulantes desembarcou. Em seguida o Bremen viajou cuidadosamente perto da costa da Noruega até finalmente chegar na Alemanha em dezembro.
Inicialmente pensou-se em converter tanto o Bremen quanto o Europa em navios armados de transporte de tropas, porém o peso das armas nos conveses superiores foi demais para a embarcação e foi decidido que ele seria um navio de transporte de tropas comum. Entretanto, isso nunca aconteceu e o máximo que ele serviu foi de acomodação para soldados. Em março de 1941, enquanto estava atracado no porto de Bremerhaven, um tripulante insatisfeito conseguiu incendiar toda a embarcação, que acabou destruída pelo fogo. Como não havia meios de recuperá-lo, o Bremen foi desmontado até a linha d'água e o resto de seu casco foi rebocado até o rio Weser e depois afundado.